# Jaroslav Plesl
 Jaroslav Plesl (ur. 20 października 1974 w Hradcu Králové) – czeski aktor teatralny, filmowy i telewizyjny.

## Życiorys
Ukończył Akademię Sztuk Scenicznych im. Janáčka w Brnie. Od 2001 jest członkiem Teatru Dejvice.

## Wybrana filmografia
- 2006: Grandhotel
- 2006: Reguły kłamstwa
- 2010: Největší z Čechů
- 2012: Rozkosz
- 2012: Cztery słońca
- 2019: Uczeń zegarmistrza